# Опасные связи (фильм, 1959)
«Опасные связи» — фильм-драма 1959 года режиссёра Роже Вадима. Экранизация одноимённого романа Шодерло де Лакло.

## Сюжет
Жюльетта и Вальмон — супружеская пара со сложными отношениями. Они ищут в жизни острых ощущений и волнений, поэтому отношения на стороне для супругов обычное дело, а приобретённым сексуальным опытом они делятся друг с другом. У них лишь одно табу: никогда не влюбляться в объекты сексуальных опытов. Но однажды Вальмон нарушает правило, влюбившись в девушку, встреченную на лыжном курорте.

## В ролях
- Жерар Филип — Виконт де Вальмон
- Жанна Моро — Жюльетта де Мертей
- Жан-Луи Трентиньян — Дансени
- Симона Ренан — Мадам Воланж
- Аннетт Вадим — Марианна Турвель
- Мадлен Ламбер[фр.] — Мадам Розмон
- Жанна Валери[фр.] — Сесиль де Воланж

## Премьера
Существовали опасения, что фильм вообще не будет допущен к показу во Франции. В конце концов, было получено разрешение на показ в качестве «фильма для взрослых». В сентябре 1959 года фильму было отказано в лицензии на экспорт, поскольку он «не представлял французское киноискусство» и поэтому не мог быть показан за пределами Франции.
Через две недели после начала проката в Париже фильм был конфискован в результате гражданского иска, поданного против него Обществом литераторов, которые заявили, что действуют в целях защиты репутации оригинального произведения. Они потребовали изменить название фильма на «Les Liaisons Dangereuses '60», что и было сделано.
Фильм стал хитом французского проката — самым успешным отечественным фильмом с 1954 года.
В конце концов, фильм разрешили экспортировать в Японию, Грецию и скандинавские страны. Затем, в 1961 году, была выдана полная экспортная лицензия; права на распространение в США и Канаде были куплены компанией Astor Films за рекордную сумму.